# Medal za Zasługi dla Straży Granicznej
Medal za Zasługi dla Straży Granicznej – polskie odznaczenie cywilne, nadawane przez ministra właściwego do spraw wewnętrznych za wybitne zasługi dla Straży Granicznej.
Medal za Zasługi dla Straży Granicznej został ustanowiony ustawą z dnia 8 października 2004 roku. Medal podzielony jest na trzy stopnie:
- I stopień – Złoty Medal za Zasługi dla Straży Granicznej,
- II stopień – Srebrny Medal za Zasługi dla Straży Granicznej,
- III stopień – Brązowy Medal za Zasługi dla Straży Granicznej.

## Zasady nadawania
Medal może być nadany obywatelowi polskiemu lub cudzoziemcowi, który:
- podejmował lub uczestniczył w działaniach mających na celu zapobieganie przestępstwom lub wykroczeniom, których zwalczanie należy do ustawowych zadań Straży Granicznej,
- przyczynił się do podniesienia sprawności działania lub poziomu wyposażenia technicznego Straży Granicznej,
- przyczynił się do rozwoju współpracy Straży Granicznej z organami ochrony granic innych państw,
- działał na rzecz Straży Granicznej lub wspierał jej działania w instytucjach międzynarodowych.

Medal nadaje się również funkcjonariuszowi lub pracownikowi Straży Granicznej, który swoją nienaganną służbą lub pracą przyczynił się do zwiększenia sprawności działania lub podniesienia poziomu wyposażenia technicznego Straży Granicznej.
Medal nadawany jest przez ministra właściwego do spraw wewnętrznych na wniosek Komendanta Głównego Straży Granicznej. Osoba wyróżniona otrzymuje odznakę Medalu i legitymację potwierdzającą jego nadanie. Medal tego samego stopnia może być nadany tej samej osobie tylko raz, a osobie raz wyróżnionej nie nadaje się dalszych Medali w stopniu niższym od posiadanego. Może być nadany również pośmiertnie.

## Opis odznaki
Odznaką Medalu za Zasługi dla Straży Granicznej jest okrągły medal o średnicy 35 mm, na awersie obramowany wieńcem z liści laurowych i dębowych. W środku medalu na awersie umieszczony jest czteroramienny krzyż maltański zakończony na rogach ramion kulkami, które znajdują się poza obrębem medalu. Ramiona krzyża pokryte są zieloną emalią. W środku krzyża znajduje się wizerunek orła według wzoru godła RP. Wizerunek orła osadzony jest na tle słupa granicznego, którego pasy są emaliowane w kolorze białym i czerwonym, a kontury w kolorze szarym. Na rewersie medalu znajduje się wypukły kontur przedstawiający zarys granic Polski, z umieszczonym wewnątrz napisem: ZA ZASŁUGI DLA STRAŻY GRANICZNEJ. Obramowanie ramion krzyża, jak również pozostała część awersu odznaki oraz jej odwrotna strona, w zależności od stopnia Medalu, są złocone, srebrzone albo patynowane na brązowo.
Odznaka Medalu jest zawieszona na zielonej wstążce szerokości 35 mm. Przez środek wstążki przebiega biało-czerwono-biały pasek szerokości 15 mm.
Medal nosi się na lewej stronie piersi w kolejności za odznaczeniami państwowymi.